# Shellshock
Shellshock är en singel av New Order från 1986. Låten finns också med på soundtracket från filmen Pretty in Pink.